# Roberto Chale
Roberto Carlos Chale Olarte (Lima, 24 de noviembre de 1946-Lima, 10 de septiembre de 2024)fue un futbolista y director técnico peruano. Como jugador, se desempeñó en la posición de centrocampista. Fue reconocido como uno de los grandes jugadores del fútbol peruano, siendo uno de los ídolos del Club Universitario de Deportes.

## Biografía
Roberto Carlos Chale Olarte nació en el jirón Conchucos, en los Barrios Altos de Lima, el 24 de noviembre de 1946. Fue el segundo de cuatro hijos que tuvo la familia Chale Olarte, que se trasladó a vivir a la cuadra 7 del jirón Leoncio Prado en el distrito de Magdalena del Mar.
Estudió en el Colegio Don Bosco del Callao, donde empezó a jugar al fútbol, teniendo como apelativo Canguro, por su habilidad para saltar. Aunque sus dotes se demostraban en la cancha del Oratorio del Colegio Salesiano de Magdalena y en las pistas de Magdalena del Mar.
Se casó con Lucía Margarita Simic en la Basílica de María Auxiliadora de Breña, el 15 de enero de 1970, con luna de miel en Río de Janeiro. Tuvo cuatro hijos: Claudia, Roberto, Alexandra y Daniella. Residió en el distrito de San Borja. El 10 de septiembre de 2024, falleció en Lima.

## Trayectoria

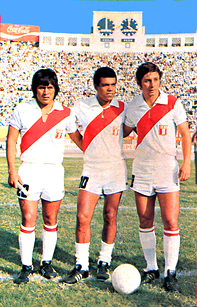
Hugo Sotil, Teófilo Cubillas y Roberto Chale (derecha a izquierda) en el Estadio Nacional en 1973.

Debutó en el fútbol profesional el 17 de julio de 1965, jugando por el Centro Iqueño, anotando 2 goles al Ciclista Lima. En diciembre de ese mismo año, por gestiones de Miguel Pellny, quien trabajaba con él en el desaparecido Banco del Progreso, fue contratado por Universitario de Deportes. Hombre de juego fino, creativo y de excelentes pases en corto y largos, formó una de las mejores líneas medias de la historia de la U junto con Luis Cruzado y Hernán Castañeda.
En la Copa Libertadores 1967, fue el artífice de la victoria del equipo peruano sobre River Plate (2-1) y Racing Club (1-0) en Buenos Aires por las semifinales, para luego perder 1-2 en un desempate jugado en Santiago de Chile con el Racing Club (posterior campeón) el pase a la final del más importante torneo continental. También en la selección peruana brilló al lado de Ramón Mifflin. Aunque su fútbol era ciertamente irregular por su temperamento inestable, cuando estaba en sus mejores momentos alcanzaba picos de excelencia. Tras varias temporadas en el club crema, por un excelente contrato, pasó al Defensor Lima, en 1971, que armó un gran cuadro competitivo, dirigido por el uruguayo Roque Gastón Máspoli, salió campeón nacional en 1973.
Más tarde, jugó por el Sport Boys, en 1974 y 1975, y por Sporting Cristal en 1976. Al año siguiente, regresó a Universitario de Deportes, donde por un problema de agresión a un árbitro, tuvo que exiliarse en el fútbol venezolano, y posteriormente se fue a jugar a la Universidad Católica de Ecuador. Regresó al Perú en 1979 y el 25 de octubre de 1980 frente al clásico rival, Chale se retiró del fútbol vistiendo las sedas de Universitario de Deportes. Se dedicó luego a la dirección técnica y al periodismo deportivo. Dirigió al Juan Aurich, luego al Colegio Nacional de Iquitos, Atlético Chalaco y Deportivo Wanka. En 1984, estando a cargo de la selección infantil del Perú, se le nombró para formar parte del comando técnico adulto que jefaturaba Moisés Barack para las eliminatorias de 1985.
Al segundo partido de las eliminatorias, despidieron a Barack, y como Marcos Calderón no aceptó ponerse el buzo, Chale se hizo cargo del equipo nacional, que estuvo a punto de clasificar para el Mundial de México 1986. Después de dejar la selección, dirigió a otras instituciones, como San Agustín, León de Huánuco, Defensor Lima, Sport Boys, Deportivo Municipal, Deportivo Pesquero, Sport Coopsol, Universitario de Deportes, logrando el título en 1999 y 2000, brevemente al Alianza Lima en 2005 y nuevamente a Universitario de Deportes en 2015.
Su segunda etapa en este último club coincidió con la salida de Luis Fernando Suárez, a quien remplazó en el comando técnico y logró no solamente salvar a Universitario del descenso, sino que aseguró la clasificación para la Copa Sudamericana 2016. Mejoró las expectativas al año siguiente al conseguir el Torneo Apertura 2016, luchando por la disputa del título del Campeonato Descentralizado (que recayó a la postre a manos del Sporting Cristal). Aunque clasificó al equipo para la Copa Libertadores 2017. Sin embargo, su presentación en la justa continental no fue muy buena puesto que Universitario cayó derrotado en Lima por 0-3 ante el Deportivo Capiatá después de haber conseguido una ventaja de 3-1 en Paraguay. Tras esto, tuvo una mala racha en el torneo local. Tras perder 1-0 ante Sport Huancayo, el 12 de marzo del 2017, la administración del club decidió prescindir de sus servicios.

## Selección peruana
Fue internacional con la selección de fútbol del Perú en cuarenta y ocho ocasiones y marcó cuatro goles. Debutó el 28 de julio de 1967, en un encuentro amistoso ante la selección de Japón que finalizó con marcador de 1-0 a favor de los peruanos. Dirigido por Didí, clasificó para el Mundial de 1970, eliminando a Argentina en memorable partido en la Bombonera de Boca Juniors en Buenos Aires en 1969. En el torneo fue pieza fundamental en la buena performance del Perú, anotando un gol en la victoria peruana por 3-0 sobre Marruecos en primera fase y alcanzó con su selección los cuartos de final, en donde cayeron por 4-2 frente a Brasil de Pelé. Su último encuentro con la selección lo disputó el 5 de agosto de 1973 en la derrota por 2-1 ante Chile.

### Participaciones en Copas del Mundo
| Mundial                        | Sede   | Resultado        | Partidos | Goles | Prom. |
| ------------------------------ | ------ | ---------------- | -------- | ----- | ----- |
| Copa Mundial de Fútbol de 1970 | México | Cuartos de final | 4        | 1     | 0.25  |

## Clubes

### Como futbolista
| Club                      | País      | Año       |
| ------------------------- | --------- | --------- |
| Centro Iqueño             | Perú      | 1964-1965 |
| Universitario de Deportes | Perú      | 1966-1970 |
| Defensor Lima             | Perú      | 1971-1973 |
| Sport Boys                | Perú      | 1974-1975 |
| Sporting Cristal          | Perú      | 1976      |
| Universitario de Deportes | Perú      | 1977      |
| Valencia FC               | Venezuela | 1977      |
| Universidad Católica      | Ecuador   | 1978-1979 |
| Deportivo Municipal       | Perú      | 1979      |
| Universitario de Deportes | Perú      | 1980      |

### Como entrenador
| Club                         | País | Año       |
| ---------------------------- | ---- | --------- |
| Colegio Nacional de Iquitos  | Perú | 1981      |
| Juan Aurich                  | Perú | 1981      |
| Deportivo Junín              | Perú | 1983      |
| Atlético Chalaco             | Perú | 1983      |
| Deportivo San Agustín        | Perú | 1985      |
| Selección de fútbol del Perú | Perú | 1985      |
| Deportivo San Agustín        | Perú | 1987      |
| Defensor Lima                | Perú | 1988-1989 |
| Deportivo San Agustín        | Perú | 1989-1990 |
| Defensor Lima                | Perú | 1991      |
| Univ. Técnica de Cajamarca   | Perú | 1992      |
| León de Huánuco              | Perú | 1992      |
| Sport Boys                   | Perú | 1993      |
| Deportivo Municipal          | Perú | 1994      |
| Deportivo Sipesa             | Perú | 1995      |
| Deportivo Pesquero           | Perú | 1996      |
| Deportivo San Agustín        | Perú | 1996      |
| Sport La Loretana            | Perú | 1997      |
| Universitario de Deportes    | Perú | 1999-2001 |
| Sport Coopsol                | Perú | 2002      |
| Deportivo Municipal          | Perú | 2003      |
| Alianza Lima                 | Perú | 2005      |
| Universidad San Marcos       | Perú | 2009      |
| Atlético Torino              | Perú | 2010      |
| U América                    | Perú | 2011      |
| Universitario de Deportes    | Perú | 2015-2017 |

## Palmarés

### Como futbolista

#### Campeonatos nacionales
| Título                    | Club                      | País | Año  |
| ------------------------- | ------------------------- | ---- | ---- |
| Primera división del Perú | Universitario de Deportes | Perú | 1966 |
| Primera división del Perú | Universitario de Deportes | Perú | 1967 |
| Primera división del Perú | Universitario de Deportes | Perú | 1969 |
| Primera división del Perú | Defensor Lima             | Perú | 1973 |

### Como entrenador

#### Torneos cortos
| Título          | Club                      | País | Año  |
| --------------- | ------------------------- | ---- | ---- |
| Torneo Apertura | Universitario de Deportes | Perú | 2000 |
| Torneo Clausura | Universitario de Deportes | Perú | 2000 |
| Torneo Apertura | Universitario de Deportes | Perú | 2016 |

#### Campeonatos nacionales
| Título                    | Club                      | País | Año  |
| ------------------------- | ------------------------- | ---- | ---- |
| Segunda división del Perú | Defensor Lima             | Perú | 1988 |
| Primera división del Perú | Universitario de Deportes | Perú | 1999 |
| Primera división del Perú | Universitario de Deportes | Perú | 2000 |